# 品川区立戸越台中学校
品川区立戸越台中学校（しながわくりつ とごしだいちゅうがっこう）とは東京都品川区戸越に所在する公立中学校。

## 沿革
- 1959年（昭和34年）4月1日 - 開校。
- 1996年（平成8年） - 特別養護老人ホームとの合築による複合施設としての校舎誕生。
- 2022年（令和4年）3月 - 校舎全面改修工事終了。

## 周辺
- 国道1号線（第二京浜）
- 都営地下鉄浅草線戸越駅
- 首都高2号目黒線戸越ランプ

## 所在地
- 東京都品川区戸越1丁目15-23
- 最寄り駅は都営地下鉄浅草線戸越駅。

## アクセス
- 都営浅草線戸越駅から、徒歩2分。
- 東急池上線戸越銀座駅から、徒歩5分。